# دعوی قضایی

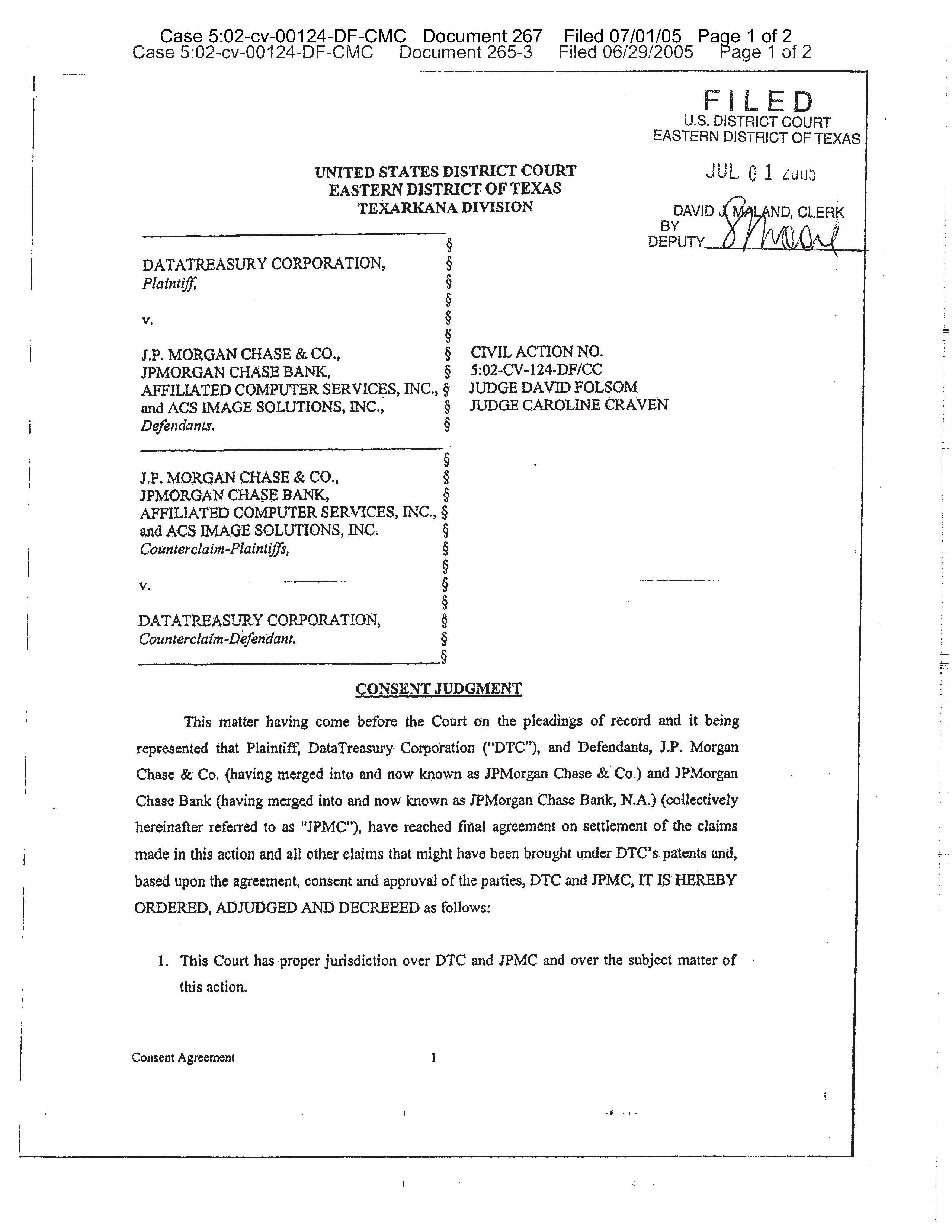
دعوی قضایی

دعوی قضایی یا اقامه دعاوی، به عملی گویند که یک شهروند به عنوان خواهان یا شاکی، علیه خوانده انجام می‌دهد و به دادگاه می‌رود، تا در مورد متهمی که عمل او موجب خسارت شده‌است، انجام دهد، که در پی آن، سبب جبران خسارت یا اعمال قانون شود. متهم یا خوانده، باید به شکایت خواهان، در دادگاه پاسخ دهد.